# 任紀
任紀（15世紀—16世紀），廣東高州府電白縣人，明朝政治人物。

## 生平
任紀是正德十四年（1519年）廣東鄉試舉人，任江西石城教諭，崇尚行實，以身作則，陞任福建南平知縣，為政廉潔，禮士愛民，得百姓愛戴，不久因為母親去世回鄉，服闋補任浙江淳安知縣，因為與權貴不合辭官，鄉人都任為他的才幹沒有獲重視，死後葬在電白縣西白石凹山。

## 引用
1. 1 2  道光《電白縣志·卷十八·列傳》：任紀，由舉人任江西石城縣教諭，敦尚行實，率人以身，三年擢福建南平知縣，操潔政平、百姓愛戴，未幾丁內艱，補任浙江淳安縣，因忤權勢拂衣而歸。
2. ↑  民國《南平縣志·卷十一·職官志》：明 知縣……任紀 電白人，禮士愛民，人稱愷悌。
3. ↑  光緒《高州府志·卷三十七·人物十》：任紀，電白人，正德己卯舉人，任江西石城教諭，三年擢福建南平知縣，操潔政平，百姓愛戴，未幾丁內艱，補任浙江淳安縣，因忤權勢拂衣而歸，鄉人咸以為才不究於用道，有詘於時云。 電白志祀鄉賢，道光志
4. ↑  《古今圖書集成·方輿彙編·職方典·卷一千三百五十九·高州府部彙考五》：電白縣……知縣任紀墓　在縣西白石凹山中。